# 恋姐情结与恋妹情结
戀妹情結或戀姊情結（日语： shisutā konpurekkusu），亦稱妹控、姊控（日语： shisucon），為英文單字「姊妹」與「情結」組合而成的和製英語。原義指對有親屬關係的妹妹、姊姊抱持著以戀愛為基礎，並具有強烈吸引力和情感依附的情結。現在一般泛指對於妹妹、姊姊的一種建立在親情之上，以關愛和疼愛為主的情感。
戀妹情結或戀姊情結的適用對象並沒有血緣關係的限制，但一般只適用於擁有親屬關係的姊妹。除了親姊妹外，亦可以是堂姊妹、表姊妹，甚至是完全沒血緣關係的義姊妹、繼姊妹等等。此外，戀妹情結或戀姊情結也能適用於同性姊妹之間。

## 詞源
「兄妹情結（Brother-sister complex)」最早的出現，是在日本心理學家久保良英1917年的著作《精神分析法》當中，用以闡述哈姆雷特劇中哥哥雷爾提和妹妹歐菲莉亞的關係。「戀妹情結（Sister complex）」則是在五木寛之1968年的小説《戀歌》當中被首次使用。
隨著80、90年代日本動漫遊戲產業的蓬勃發展，諸多以妹妹作賣點的作品如《美雪、美雪》、《妹妹公主》開始問世，促使妹控（シスコン）一詞被更多的人給認識，並隨後受到廣泛的流傳和應用直至今日。
現在流行使用的妹/姊控，其原義「對妹妹/姊姊的強烈欲求和依戀的情結」基本上已消逝，妹/姊控（シスコン）當中的控（コン）也逐漸變成了一種後綴，用以描述「對某樣人事物的極度喜好」。

## 原因
一般在一起長大年紀相仿的兄弟姊妹對彼此不會產生性吸引力及愛意，他們之間只會形成建立在親情之上，一種本質上非色情的情感依戀的關係。這便是由人類學家愛德華·韋斯特馬克提出的韋斯特馬克效應（Westermarck effect），即反向性銘印（sexual imprinting）。
而從孩提時代起就長期分開的兄弟姊妹，成年後初次見面會產生強烈的性吸引力，有學說指這是由遺傳性性吸引（genetic sexual attraction，縮寫GSA）所引起的。但目前沒有證據表明遺傳性性吸引是一種實際現象，該學說目前也普遍被認為是偽科學。

## 次文化
ACG的作品裡，習慣將以妹妹作為賣點或有戀妹情結的作品稱為「妹系作品」。而目前以「妹妹」為賣點的作品始祖已不可考。
一般認為「妹控」風潮的掀起，是在1999年3月《電擊G's雜誌》開始有讀者參與計劃《妹妹公主》中，有12個妹妹稱呼哥哥的方式，其後發展出動畫、漫畫等。
直到目前，絕大多數妹系動畫都並非原創，而是漫畫、輕小說、戀愛冒險遊戲等的衍生作品。以下為妹系作品代表作。

### 原創動畫
- 《Code Geass 反叛的魯路修》
- 《Qualidea Code》

### 原著漫畫
- 《妹妹公主》
- 《我推的孩子》
- 《天使禁獵區》
- 《戀風》
- 《美雪、美雪》
- 《妹妹戀人》
- 《我家有個魚乾妹》
- 《最近，妹妹的樣子有點怪？》
- 《人家一點都不喜歡啦！》
- 《一旦妹控哥哥與兄控妹妹變得坦率》
- 《ALICE OR ALICE～妹控哥哥與雙胞胎妹妹～》
- 《Pupa》
- 《兄妹換換愛》
- 《再會了，美好時光》
- 《True Love》
- 《兄與妹想做的事》

### 原著輕小說
- 《我的妹妹哪有這麼可愛！》
- 《情色漫畫老師》
- 《妹妹人生》
- 《義妹生活》
- 《我喜歡的妹妹不是妹妹》
- 《其中1個是妹妹！》
- 《就算是哥哥，有愛就沒問題了，對吧》
- 《NO GAME NO LIFE 遊戲人生》
- 《魔法科高中的劣等生》
- 《廢線上的愛麗絲》
- 《我的妹妹會讀漢字》
- 《新妹魔王的契約者》

### 圖文遊戲、戀愛冒險遊戲
- 《加奈，歡迎回來！》
- 《緣之空》
- 《初音島》
- 《夕陽染紅的坡道》
- 《黃昏的禁忌之藥》
- 《實妹相伴的大泉君》
- 《9-nine-》
- 《妹汁》
- 《妹選拔☆總選舉》
- 《妹調教日記》
- 《同級生2》
- 《死妹人型》
- 《Gift》
- 《月姬》
- 《夜明前的琉璃色》
- 《妹相随～黑白世界的缤纷冒险～》
- 《痴情哥哥與病弱妹妹的鄉間生活》

(待補充)

### 引用
1. ↑  久保良英. . 心理学研究會出版部. 1917: 241.
2. ↑  五木寛之.  12. 文藝春秋. 1973: 50.
3. ↑  Westermarck, Edvard A. (1921). The history of human marriage, 5th edn. London: Macmillan
4. ↑  馬特·里德利著『やわらかな遺伝子』中村桂子、斉藤隆央訳、紀伊國屋書店、2004年、226頁。
5. ↑  Bull, Sofia (2019). Television and the Genetic Imaginary. Palgrave Studies in Science and Popular Culture. Springer. p. 221. ISBN 9781137548474.

### 來源
- 堀田純司（2005年3月31日）．《（Moemoe Japan）》（第2章  P.71～78, 86）．講談社．ISBN 4-7783-1052-7